# Mellotron
Mellotron je elektromehaničko glazbalo s klavijaturom, za reprodukciju zvučnih zapisa s predfabriciranih magnetofonskih vrpci. Rabio se uglavnom za emulaciju zvuka violine, flaute, puhača i gudača te raznih glasova. Mellotron je bio svojevrsna preteča samplera.

## O glazbalu
Mellotron je konstruiran ranih 1960-ih godina u Birminghamu, Velikoj Britaniji, a izumio ga je Harry Chamberlin kada je 1946. godine došao na ideju koristeći se magnetofonom.
Glazbalo radi na način da svoju bazu zvučnih zapisa temelji na snimku jedne notne visine originalnog instrumenta po tipki na linearnu magnetnu vrpcu duljine oko 8 sekunda. Pritiskom na tipku klavijature, aktivirao bi se odgovarajući mehanizam za čitanje zvučnog zapisa snimljene note odabranog glazbala ili glasa. Time je mellotron dočaravao osebujan pseudoorkestralan zvuk.
Mellotron je imao najveću popularnost krajem 1960-ih godina, a za to je najzaslužniji Rick Wakeman te sastavi Moody Blues, The Nice, King Crimson, Gentle Giant, Genesis, Yes te Beatlesi u nekim svojim skladbama poput "Strawberry Fields Forever" i "I'm The Walrus". Krajem 1990-ih mellotron nanovo dobiva popularnosti kod izvođača koji su skloni izvedbi specifičnih zvukova kasnih šezdesetih i ranih sedamdesetih kao što su R.E.M. i Mercury Rev.

## Vanjske poveznice
- Službene stranice glazbala
- Planet Mellotron